# Paul Lir Alexander
Paul Lir Alexander, conhecido como El Parito Loco (Laguna, 27 de julho de 1956), é um traficante de drogas brasileiro. Ele é um dos traficantes de drogas mais ricos do Brasil, com um patrimônio líquido de mais de US$ 170 milhões.

## Biografia
Alexander nasceu em Santa Catarina e ingressou no serviço militar no Exército Israelense e no Mossad. Mais tarde, ele trabalhou como agente da Drug Enforcement Administration (DEA) antes de se tornar o líder de uma quadrilha de contrabando de drogas no Brasil. Ele teria estado entre os traficantes de drogas mais ricos do Rio de Janeiro, com cerca de US$ 20 milhões em ativos, principalmente na forma de imóveis. Alexander se especializou em enviar cocaína para os Estados Unidos dentro de transformadores elétricos. Ele possuía várias fazendas no Brasil, seu próprio jato executivo e um iate avaliado em US$ 25 milhões.
Alexander foi preso pela DEA em 1993 e passou 17 anos na prisão. Ele foi preso novamente no Brasil e condenado a 42 anos de prisão antes de desaparecer durante uma libertação temporária de uma prisão brasileira em 2010.